# Stylteløber
Stylteløber (Himantopus himantopus) er en vadefugl, der ses i Danmark som en sjælden gæst fra det sydlige Europa. Den overvintrer normalt i Afrika nord for ækvator.
Stylteløber har nogle få gange forsøgt at yngle i Danmark, hvilket lykkedes for første gang i Lille Vildmose i 2013. Det nordligst beliggende sted i Europa, hvor stylteløber yngler fast, er Bretagne og Normandiet.
|  |
|  |

|  |
|  |